# Dick Norman
Dick Norman (* 1. března 1971 ve Waregemu, Belgie) je současný belgický profesionální tenista.
 Ve své dosavadní kariéře vyhrál 3 turnaje ATP World Tour ve čtyřhře.

## Finálová utkání na turnajích Grand Slamu ve čtyřhře (1)

### Finalista (1)
| Rok  | Turnaj      | Partner       | Vítězové                  | Výsledek      |
| 2009 | French Open | Wesley Moodie | Lukáš Dlouhý Leander Paes | 3:6, 6:3, 6:2 |

## Finálové účasti na turnajích ATP World Tour (5)

### Čtyřhra – výhry (3)
| Legenda                                                       |
| ATP International Series Gold / ATP World Tour 500 Series (0) |
| ATP International Series / ATP World Tour 250 Series (3)      |

| Č. | Datum           | Turnaj                       | Povrch | Partner         | Soupeři ve finále                  | Výsledek               |
| 1. | 7. leden 2007   | Čennaj, Indie                | tvrdý  | Xavier Malisse  | Rafael Nadal Bartolome Salva-Vidal | 7:6 (4), 7:6 (4)       |
| 2. | 8. únor 2009    | Johannesburg, JAR            | tvrdý  | James Cerretani | Rik de Voest Ashley Fisher         | 6:7 (7), 6:2, 14:12    |
| 3. | 20. červen 2009 | 's-Hertogenbosch, Nizozemsko | tráva  | Wesley Moodie   | Johan Brunström Jean-Julien Rojer  | 7:6 (3), 6:7 (8), 10:5 |

### Čtyřhra – prohry (2)
| Legenda                                                       |
| Grand Slam (1)                                                |
| ATP International Series Gold / ATP World Tour 500 Series (0) |
| ATP International Series / ATP World Tour 250 Series (1)      |

| Č. | Datum          | Turnaj               | Povrch      | Partner       | Vítězové                  | Výsledek      |
| 1. | 22. říjen 1995 | Peking, Čína         | koberec (h) | Fernon Wibier | Tommy Ho Sébastien Lareau | 7:6, 7:6      |
| 2. | 6. červen 2009 | French Open, Francie | antuka      | Wesley Moodie | Lukáš Dlouhý Leander Paes | 3:6, 6:3, 6:2 |

## Davisův pohár
Dick Norman se zúčastnil 6 zápasů v Davisově poháru  za tým Belgie s bilancí 3:3 ve dvouhře a 2:2 ve čtyřhře.

## Postavení na žebříčku ATP na konci sezóny

### Dvouhra
| Rok    | 1991 | 1992   | 1993   | 1994   | 1995   | 1996   | 1997   | 1998   | 1999 | 2000   | 2001   | 2002  | 2003   | 2004   | 2005  | 2006   | 2007   | 2008   | 2009   |
| Pořadí | 669. | ▲ 439. | ▲ 373. | ▲ 211. | ▲ 114. | ▼ 238. | ▲ 116. | ▼ 523. | ▼ -. | ▲ 224. | ▲ 175. | ▲ 96. | ▼ 150. | ▼ 176. | ▲ 94. | ▼ 124. | ▼ 157. | ▼ 307. | ▲ 306. |

### Čtyřhra
| Rok    | 1991 | 1992  | 1993   | 1994   | 1995   | 1996   | 1997   | 1998    | 1999 | 2000   | 2001   | 2002   | 2003   | 2004   | 2005    | 2006   | 2007  | 2008   | 2009  |
| Pořadí | 795. | ▲166. | ▼ 578. | ▲ 188. | ▲ 136. | ▼ 288. | ▼ 481. | ▼ 1388. | ▼ -. | ▲ 464. | ▲ 329. | ▲ 195. | ▼ 576. | ▼ 974. | ▼ 1696. | ▲ 209. | ▲ 99. | ▼ 104. | ▲ 15. |